# Lynden Gooch
Lynden Jack Gooch (Santa Cruz, 24 dicembre 1995) è un calciatore statunitense con cittadinanza irlandese, centrocampista o difensore dello Stoke City.

## Statistiche

### Presenze e reti nei club
Statistiche aggiornate al 31 marzo 2021.
| Stagione         | Squadra          | Campionato       | Campionato | Campionato | Coppe nazionali | Coppe nazionali | Coppe nazionali | Coppe continentali | Coppe continentali | Coppe continentali | Altre coppe | Altre coppe | Altre coppe | Totale | Totale | Totale |
| Stagione         | Squadra          | Comp             | Pres       | Reti       | Comp            | Pres            | Reti            | Comp               | Pres               | Reti               | Comp        | Pres        | Reti        | Pres   | Reti   |        |
| ---------------- | ---------------- | ---------------- | ---------- | ---------- | --------------- | --------------- | --------------- | ------------------ | ------------------ | ------------------ | ----------- | ----------- | ----------- | ------ | ------ | ------ |
| 2014-2015        | Gateshead        | NL               | 7          | 1          | -               | -               | -               | -                  | -                  | -                  | -           | -           | -           | 7      | 1      |        |
| 2015-2016        | Sunderland       | PL               | 0          | 0          | FACup+CdL       | 0+1             | 0               | -                  | -                  | -                  | -           | -           | -           | 1      | 0      |        |
| gen.-mar. 2016   | Doncaster        | FL1              | 10         | 0          | FACup+CdL       | -               | -               | -                  | -                  | -                  | -           | -           | -           | 10     | 0      |        |
| 2016-2017        | Sunderland       | PL               | 11         | 0          | FACup+CdL       | 0+3             | 0               | -                  | -                  | -                  | -           | -           | -           | 14     | 0      |        |
| 2017-2018        | Sunderland       | FLC              | 24         | 1          | FACup+CdL       | 0+3             | 1               | -                  | -                  | -                  | -           | -           | -           | 27     | 2      |        |
| 2018-2019        | Sunderland       | FL1              | 39         | 5          | FACup+CdL       | 2+1             | 1+0             | -                  | -                  | -                  | FLT         | 5           | 1           | 47     | 7      |        |
| 2019-2020        | Sunderland       | FL1              | 29         | 10         | FACup+CdL       | 0+2             | 0               | -                  | -                  | -                  | FLT         | 1           | 0           | 32     | 10     |        |
| 2020-2021        | Sunderland       | FL1              | 0          | 0          | FACup+CdL       | 0+0             | 0               | -                  | -                  | -                  | FLT         | 0           | 0           | 0      | 0      |        |
| Totale Sundrland | Totale Sundrland | Totale Sundrland | 103        | 16         |                 | 12              | 2               |                    | -                  | -                  |             | 6           | 1           | 121    | 19     |        |
| Totale carriera  | Totale carriera  | Totale carriera  | 120        | 17         |                 | 12              | 2               |                    | -                  | -                  |             | 6           | 1           | 138    | 20     |        |

### Cronologia presenze e reti in nazionale
| Cronologia completa delle presenze e delle reti in nazionale ― Stati Uniti | Cronologia completa delle presenze e delle reti in nazionale ― Stati Uniti | Cronologia completa delle presenze e delle reti in nazionale ― Stati Uniti | Cronologia completa delle presenze e delle reti in nazionale ― Stati Uniti | Cronologia completa delle presenze e delle reti in nazionale ― Stati Uniti | Cronologia completa delle presenze e delle reti in nazionale ― Stati Uniti | Cronologia completa delle presenze e delle reti in nazionale ― Stati Uniti | Cronologia completa delle presenze e delle reti in nazionale ― Stati Uniti |
| Data                                                                       | Città                                                                      | In casa                                                                    | Risultato                                                                  | Ospiti                                                                     | Competizione                                                               | Reti                                                                       | Note                                                                       |
| -------------------------------------------------------------------------- | -------------------------------------------------------------------------- | -------------------------------------------------------------------------- | -------------------------------------------------------------------------- | -------------------------------------------------------------------------- | -------------------------------------------------------------------------- | -------------------------------------------------------------------------- | -------------------------------------------------------------------------- |
| 11-10-2016                                                                 | Washington                                                                 | Stati Uniti                                                                | 1 – 1                                                                      | Nuova Zelanda                                                              | Amichevole                                                                 | -                                                                          | 59’                                                                        |
| 15-11-2016                                                                 | San José                                                                   | Costa Rica                                                                 | 4 – 0                                                                      | Stati Uniti                                                                | Qual. Mondiali 2018                                                        | -                                                                          | 69’                                                                        |
| 14-11-2017                                                                 | Leiria                                                                     | Portogallo                                                                 | 1 – 1                                                                      | Stati Uniti                                                                | Amichevole                                                                 | -                                                                          | 31’                                                                        |
| 29-5-2018                                                                  | Filadelfia                                                                 | Stati Uniti                                                                | 3 – 0                                                                      | Bolivia                                                                    | Amichevole                                                                 | -                                                                          | 59’                                                                        |
| Totale                                                                     |                                                                            | Presenze                                                                   | 4                                                                          |                                                                            | Reti                                                                       | 0                                                                          |                                                                            |

## Palmarès

### Club

#### Competizioni nazionali
- Football League Trophy: 1

Sunderland: 2020-2021